# Molino viejo de Zabala
El molino viejo de Zabala, conocido a veces simplemente como molino Zabala, es un molino de viento harinero situado cerca de la carretera de Canteras-La Azohía (RM-E22), dentro del término municipal de Cartagena (Región de Murcia), e integrado administrativamente en la diputación de Perín.
El 10 de enero de 1986, la Dirección General de Cultura de la Región de Murcia incluyó al molino en el conjunto de los molinos de viento del Campo de Cartagena en el expediente que incoó para su declaración de Bien de Interés Cultural (BIC). Merced a la Ley 16/1985 de Patrimonio histórico, el molino viejo de Zabala disfruta de la protección jurídica de un BIC desde el momento de la incoación.

## Historia
La primera referencia al molino la encontramos en el Catastro de Ensenada de 1755, en el que aparece como propiedad de Francisco Zavala arrendada a Salvador Paredes. El historiador Carlos Romero Galiana señala en sus investigaciones que Zavala era maestro herrador en Cartagena y primer hermano mayor de la Cofradía california desde su fundación en 1747.
Entrado el siglo XIX, pasa a pertenecer a Antonio Madrid y su familia durante generaciones hasta nuestros días. Entre los años 1830 y 1840, el molinero Juan Antonio Madrid Agüera construyó en las proximidades otro molino para uno de sus hijos, debido a lo cual se añadió la especificación «nuevo» y «viejo» a cada uno, si bien acabó inutilizando el nuevo para evitar la competencia entre ambos.
El Zabala cesó su actividad en 1986, y posteriormente fue restaurado con fondos del Programa de Desarrollo y Diversificación Económica de Zonas Rurales (PRODER), siendo visitable en la actualidad.

## Arquitectura
El molino se levanta sobre una planicie de gran altitud en el interior de la diputación de Perín, un lugar idóneo para recibir los vientos. El exterior de la torre tiene forma de tronco de cono, y su interior está dividido en tres cámaras de alrededor de 4 metros de diámetro: la planta baja, dedicada al almacenaje de cereal y los sacos donde guardar la harina; la primera planta, donde se encuentra el regulador centrífugo que, desde la segunda mitad del siglo XIX, aseguraba la automatización de la molienda; y la segunda, donde encontramos la maquinaria y las muelas de molino.
El Zabala mide 11,25 metros de altura (7 de la torre y 4,25 del chapitel) y 22 de perímetro. Como es característico entre los molinos de la comarca del Campo de Cartagena cuenta con ocho aspas, de 10 metros, a diferencia de las diez que acostumbran a tener los manchegos o neerlandeses.